# Craterul Țării lui Wilkes

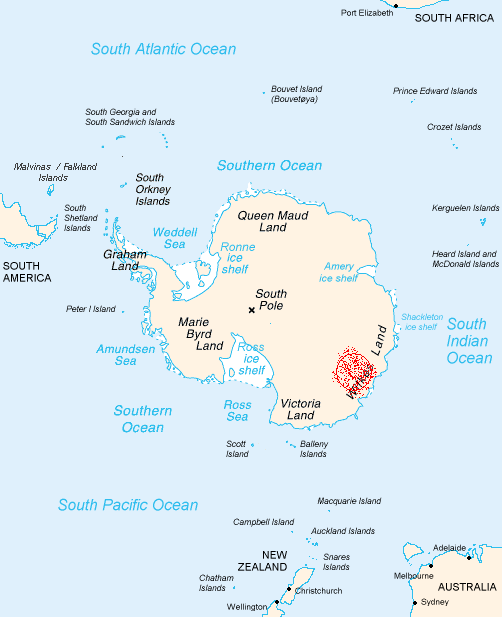
Amplasarea presupusă a craterului pe harta Antarctidei

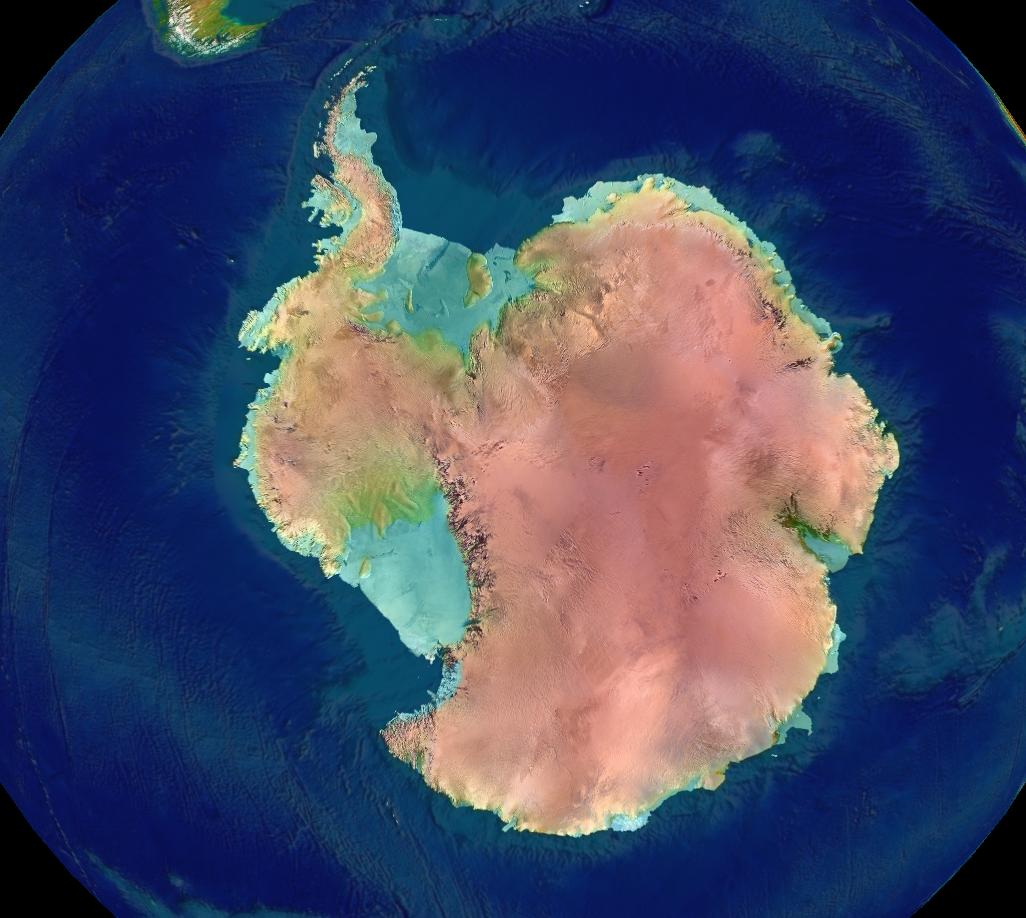
Harta fizică a continentului (roșu reprezintă regiunile mai înalte)

Craterul Țării lui Wilkes este o formațiune geologică situată sub calota glaciară din Antarctida, în Țara lui Wilkes, având un diametru de aprox. 500 km. Se presupune că ar fi un crater de impact gigant.
Prima presupunere că acest loc este un crater de impact uriaș, a fost expusă în 1962, însă potrivit cercetărilor misiunii GRACE nu există dovezi suficiente.
În 2006, un grup de cercetători condus de Ralph von Frese și Laramie Potts, după măsurăturile câmpului gravitațional efectuat de sateliții GRACE, au dedus existența un concentrat de masă cu diametrul de aprox. 300 km, în jurul căruia, în conformitate cu datele radiolocației, se află un "inel" sau o altă structură identică. Această combinație este caracteristică craterelor de impact. Cercetările recente, din 2009, de asemenea, demonstrează că în această locație este anume un crater de impact.
Având în vedere că formațiunea se află sub stratul de gheață, observarea directă nu este încă posibilă. Există explicații alternative pentru apariția concentratului în masă, cum ar fi plumele din Mantaua Pământului și alte activități vulcanice la scară largă. Dacă formațiunea este cu adevărat un crater de impact, atunci a fost creat de un meteorit care a fost de aprox. 6 ori mai mare decât meteoritul care a creat craterul Chicxulub (pronunță Cicșulub), care este considerat a fi cauza dispariției dinozaurilor la limita Cretacic-Paleogen.
Există o ipoteză că acest impact astronomic ar fi provocat extincția din Permian-Triasic, în urmă cu aproximativ 250 de milioane de ani.